# Cycas elephantipes
Cycas elephantipes är en kärlväxtart som beskrevs av A. Lindstr. och Kenneth D. Hill. Cycas elephantipes ingår i släktet Cycas, och familjen Cycadaceae. IUCN kategoriserar arten globalt som starkt hotad. Inga underarter finns listade i Catalogue of Life.